# Karlmann I.
Karlmann I. (auch Carloman, * 751; † 4. Dezember 771 in der Königspfalz Samoussy; begraben in Reims), der Sohn von Pippin dem Jüngeren und jüngerer Bruder von Karl dem Großen, war König der Franken von 768 bis 771.

## Leben

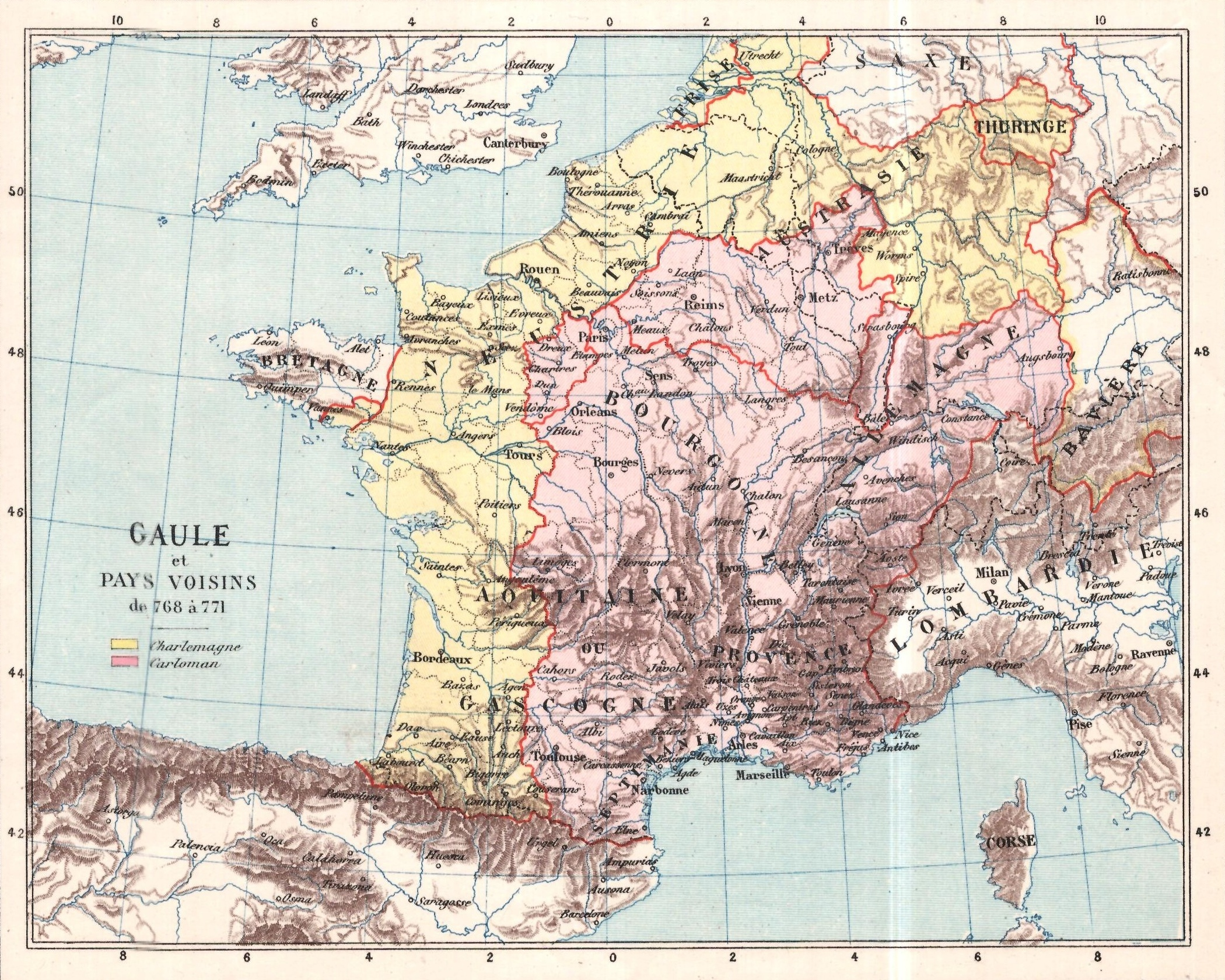
Karlmanns Reich in rot (nach Auguste Longnon)

Karlmann wurde 754 von Papst Stephan II. in der Abtei Saint-Denis gemeinsam mit seinem Vater Pippin und seinem Bruder Karl zum König gesalbt. Nach Pippins Tod trat er, dem Testament Pippins entsprechend, die Herrschaft über den südlichen Teil des Frankenreiches an, von Burgund und Aquitanien bis Alemannien. Am 9. Oktober 768 erfolgte die Königssalbung in Soissons.
Karl und Karlmann waren offenbar frühzeitig Rivalen und das Verhältnis blieb in der Folgezeit stark angespannt. Die Beziehungen verschlechterten sich noch, als Karlmann seinem Bruder im Jahr 769 militärische Hilfe in Aquitanien verweigerte. Nachdem Karl dort alleine gesiegt hatte, zog er das gesamte aquitanische Herrschaftsgebiet ein.
Karlmann war mit Gerberga verheiratet. Mit ihr hatte er zwei Kinder, Pippin (770 bezeugt) und ein weiteres Kind. Nach Einschätzung des Historikers Eduard Hlawitschka soll es sich hierbei um Ida von Herzfeld gehandelt haben. Gerberga und ihre beiden Kinder flüchteten nach Karlmanns überraschendem Tod in das Langobardenreich und stellten sich unter den Schutz des Königs Desiderius. Sie verschwanden nach 773/74 aus den Quellen, nachdem sie der Gefolgschaft Karls in die Hände gefallen waren. Möglicherweise wurden sie beseitigt oder inhaftiert, um Karl die Alleinherrschaft über das gesamte Frankenreich zu ermöglichen.